# Ansumane Mané
Ansumane Mané (1940. körül – 2000. november 30.) bissau-guineai katonatiszt, aki 1999-ben egy véres polgárháború során eltávolította posztjáról az országot 19 éve irányító João Bernardo Vieira elnököt.

## Katonai pályája
Ansumane Mané későbbi ellenfele, a szintén katonatiszti pályafutással rendelkező Vieira oldalán harcolt a Portugália elleni függetlenségi háborúban. 1980-ban Mané is részt vett abban a Vieira által vezetett hatalomátvételben, amelynek eredményeként az ország első elnökét, Luís Cabralt leváltották. Mané ezután hosszú évekig a bissau-guineai hadsereg vezérkari főnökeként funkcionált, egészen 1998 elejéig, amikor Vieira elnök felfüggesztette tisztségéből, amiért állítólag fegyvereket csempészett a szenegáli Casamance tartomány elszakadásáért küzdő lázadó csoportoknak. Egy 1998 áprilisában publikált levélben maga Mané ugyanezzel vádolta meg az ország honvédelmi miniszterét, Samba Lamine Manét és más katonatiszteket; valamint azt is kijelentette, hogy a fegyvercsempészésre Vieira elnök adott utasítást és engedélyt, és őt azért távolították el vezérkari főnöki pozíciójából, hogy "leplezzen egy készülődő államcsínyt".
Az elnök ezt követően végleg menesztette Manét és helyére kinevezte Humberto Gomes tábornokot 1998. június 6-án. Másnap Mané nyílt támadást kezdett Vieira elnök ellen, kirobbantva ezzel a polgárháborút. 1998 novemberében a felek béketárgyalásokba kezdtek, s megállapodtak egy felállítandó átmeneti egységkormányról és az új választások kiírásáról. A polgárháborúnak több száz halottja volt és százezrek kényszerültek elhagyni lakhelyeiket.
A kiújuló harcok következtében Vieirát 1999. május 7-én eltávolították a hatalomból, az összecsapásokban rengeteg épület sérült meg és gyulladt ki, többek között az elnöki palota is. Mané a felállított katonai junta főparancsnokságának elnökeként Bissau-Guinea ideiglenes vezetője lett május 14-ig, amikor átmeneti elnöknek megválasztották Malam Bacai Sanhát.

## Politikai szerep
Az ismét felállított civil kormány ellenére a katonai junta nem oszlott fel, egészen az új választások megtartásáig működött. Ansumane Mané a demokrácia őrzőjeként tüntette fel magát ebben a szerepben. 1999. november 28-án megtartották a parlamenti választásokat, s ezzel egy időben az elnökválasztások első fordulóját is. Ezt megelőzően két héttel Mané olyan javaslatot terjesztett be, amely szerint a junta 10 évre olyan jogosítványokat kapott volna, amely lehetővé tette volna, hogy súlyos válság esetén menessze a kormányt, de a politikai pártok elvetették ezt a javaslatot. habár a Mané által vezetett hadsereg a választásokon támogatta Sanhát és pártját, az eddig kormányzó PAIGC-t, a 2000 januárjában megtartott második fordulóban, általános meglepetésre, mégis Kumba Ialá diadalmaskodott a Társadalmi Megújulás Pártja (PRS) színeiben. Ialá már megválasztása előtt kijelentette, hogy a junta fenntartása semmilyen esetre sem lehetséges.
Habár Ialá győzelmével a katonai juntát feloszlatták, Mané megtartotta politikai és katonai befolyását, megkérdőjelezve és akadályozva az új elnök tekintélyét. Egy alkalommal megakadályozta, hogy Ialá Szenegálba hivatalos látogatást tegyen, valamint Nigériába is elkísérte. 2000 novemberében Ialá egy sor magas rangú katonatisztet léptetett elő, amelyet Mané kifogásolt, aki magát tartotta a fegyveres erők parancsnokának. Ialá előléptetéseit visszavonta, házi őrizet alá helyezte Veríssimo Correia Seabra vezérkari főnököt és helyettesét, és saját emberét ültette a pozícióba Buota Nan Batcha tábornok személyében. Mané a junta feloszlatásáról nem vett tudomást, azt továbbra is működtette, így gyakorlatilag Ialá elnöksége mellett létezett még egy hatalmi központ ezekben az időkben. A Seabrához és a hozzá hű erők között összecsapások robbantak ki november 23-án. Mané Quinhámel városba menekült, az ország nyugati partvidékére.

## Halála
Ansumane Mané egy, a kormányerőkkel vívott tűzpárbajban veszítette életét egy héttel később, november 30-án, két másik tisztjével együtt. Habár az állami televízió mindhárom holttestet bemutatta, ezek azonban a nemzetközi média jelentései szerint felismerhetetlenek voltak. Az ellenzéki PAIGC szerint Mané helyesen járt el, amikor az elnök által kezdeményezett előterjesztéseket visszavonta. Mané egyik legközelebbi szövetségese Mohamed Lamine Sanha, a haditengerészet vezérkari főnöke volt.